# 55 години Главболгарстрой
„55 години Главболгарстрой“  е български документален филм от 2024 година на режисьора Иван Узунов. За нуждите на филма за възстановени голям обем архивни материали (снимки, кадри и др.), проведени са множество интервюта с настоящи и бивши служители и ръководители на компанията, и са заснети десетки обекти, построени от „Главболгарстрой“.